# Organická architektura
Organická architektura je architektonický styl, který se rozšířil ve 20. století, a který usiluje o harmonii mezi lidským obydlím a přírodou, zvláště reliéfem, a o to, aby budovy byly "jedním komplexním organismem". Termín byl vytvořen Frankem Lloydem Wrightem. Různí architekti však zastávali různá pojetí toho, jak nejlépe skloubit budovy s přírodou a okolím a řada z nich se značně vzdálila od Wrightových ostrých, pravoúhlých, stále v jádru modernistických tvarů, které jsou patrné například na jeho slavném domě Fallingwater. Uchýlili se naopak k velmi oblým křivkám, které napodobují například tvary květin, stromů, mušlí, vejce, ovoce apod. Později se stalo typickým též využívání existujících přírodních útvarů (třeba skály) jako součástí architektonického díla (např. stanice metra Rådhuset ve Stockholmu). Ke směru náleží dílo autorů jako byl Antoni Gaudí, Hugo Häring, Imre Makovecz, Erich Mendelsohn a Hans Scharoun.

## Galerie

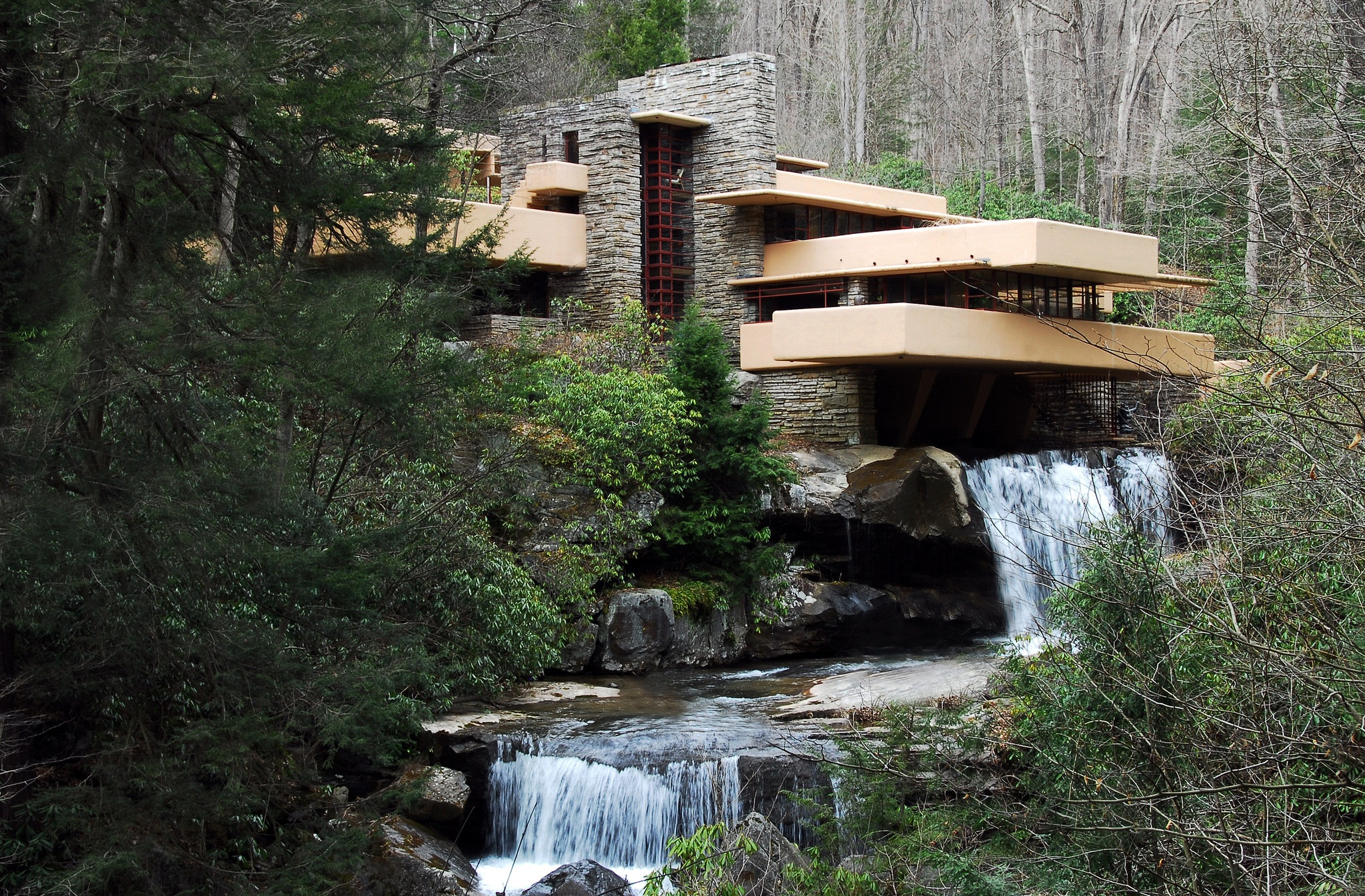
Klasická organická architektura: Fallingwater
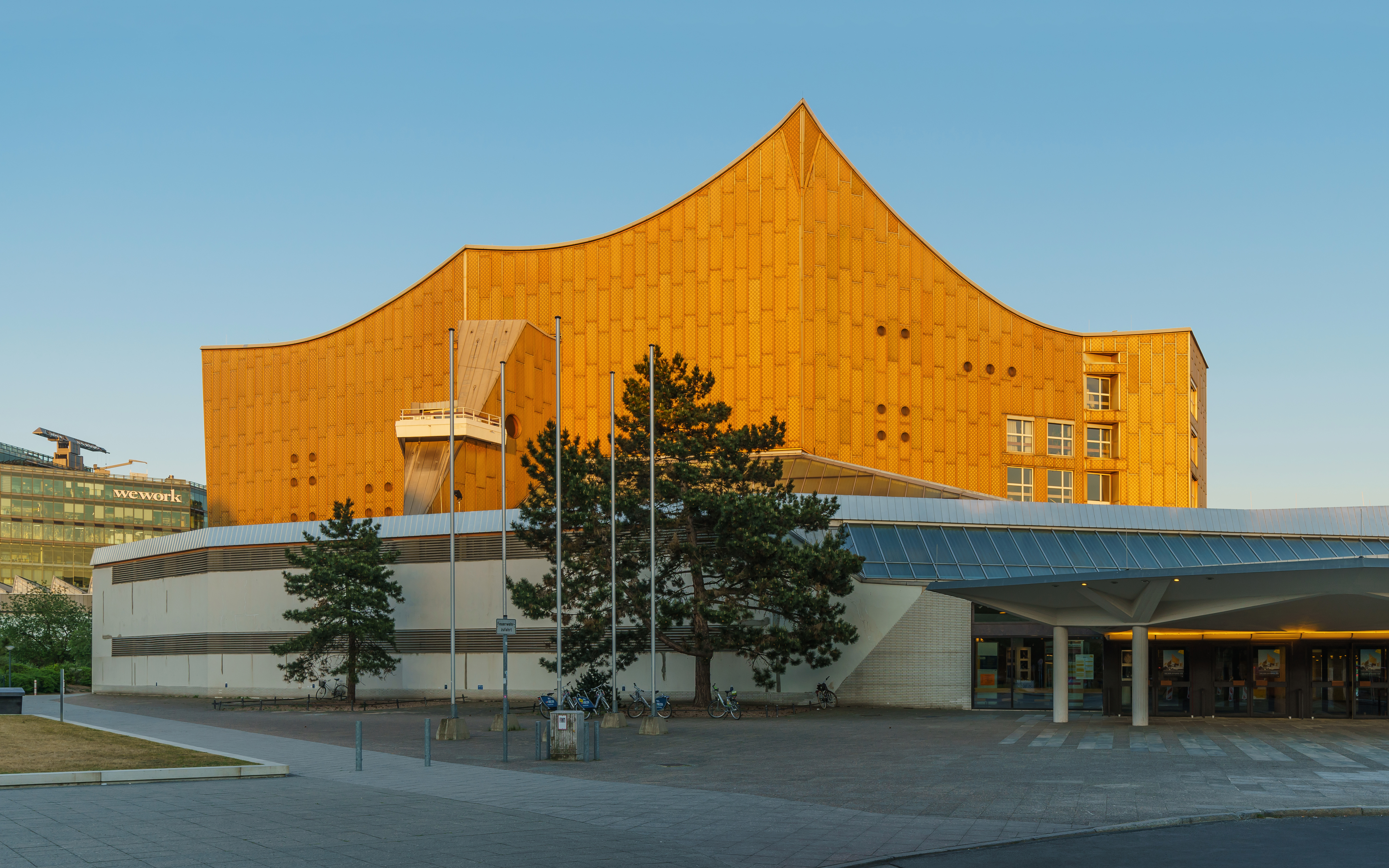
Berlínská filharmonie
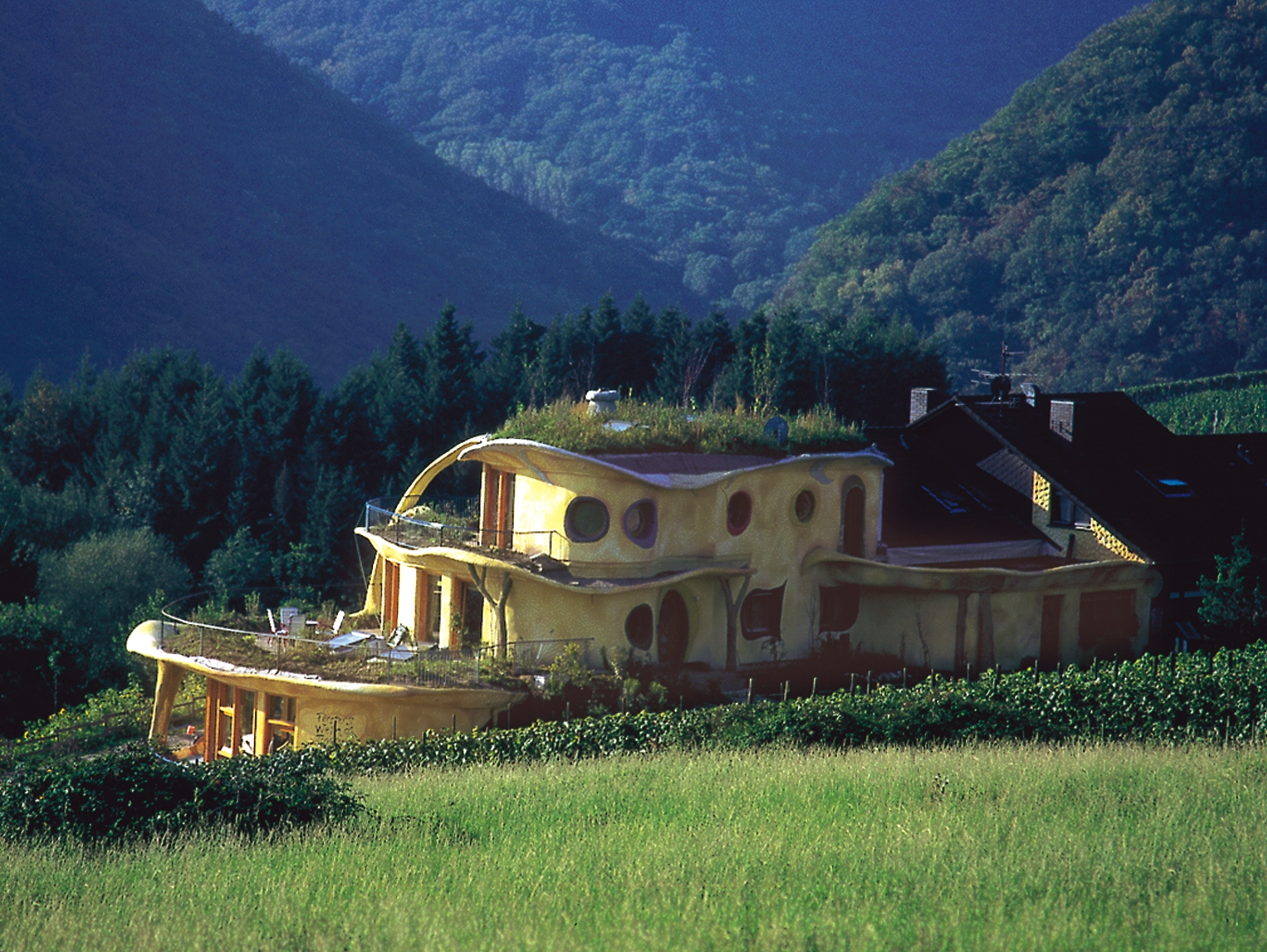
Rodinný dům Udo Heimermanna
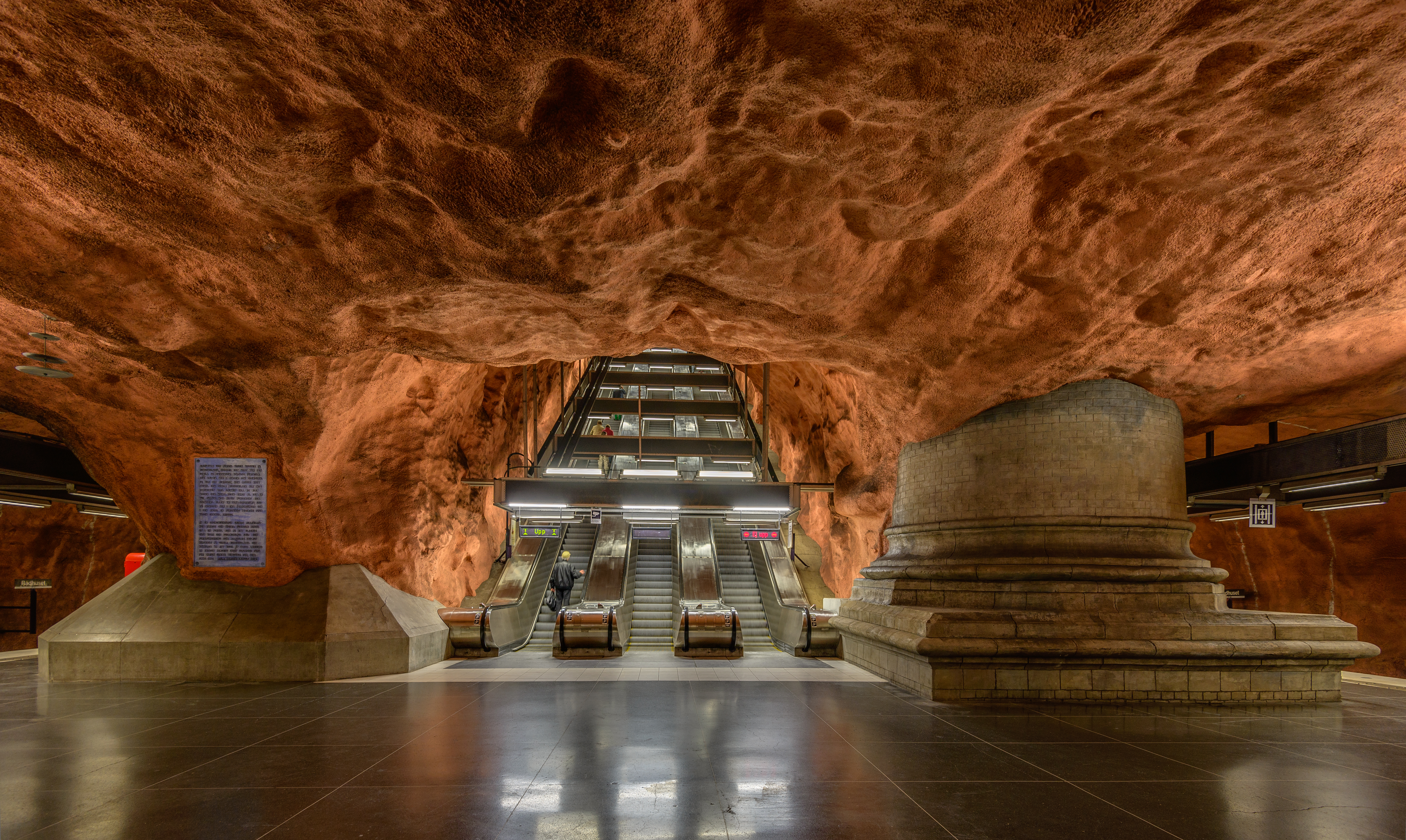
Stanice metra Rådhuset
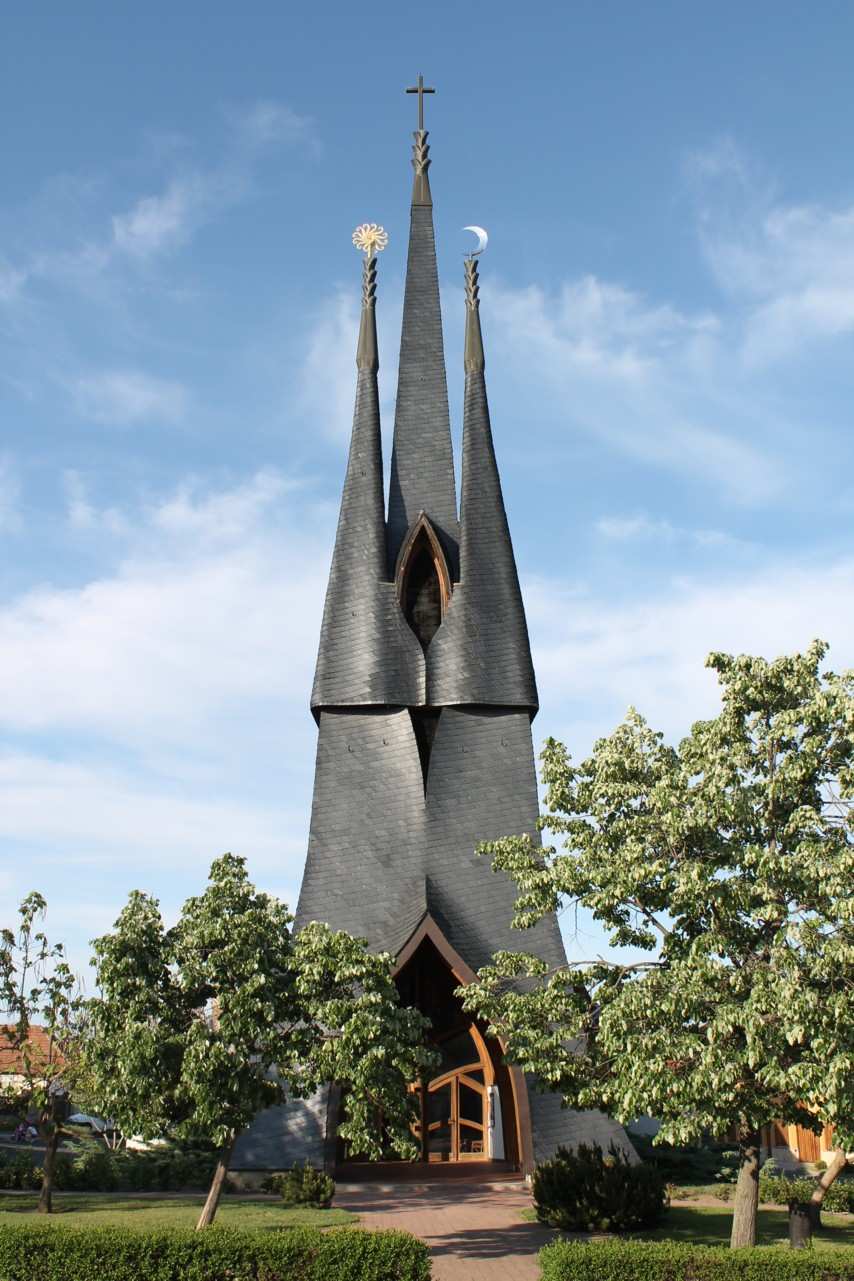
Kostel Imre Makowecze
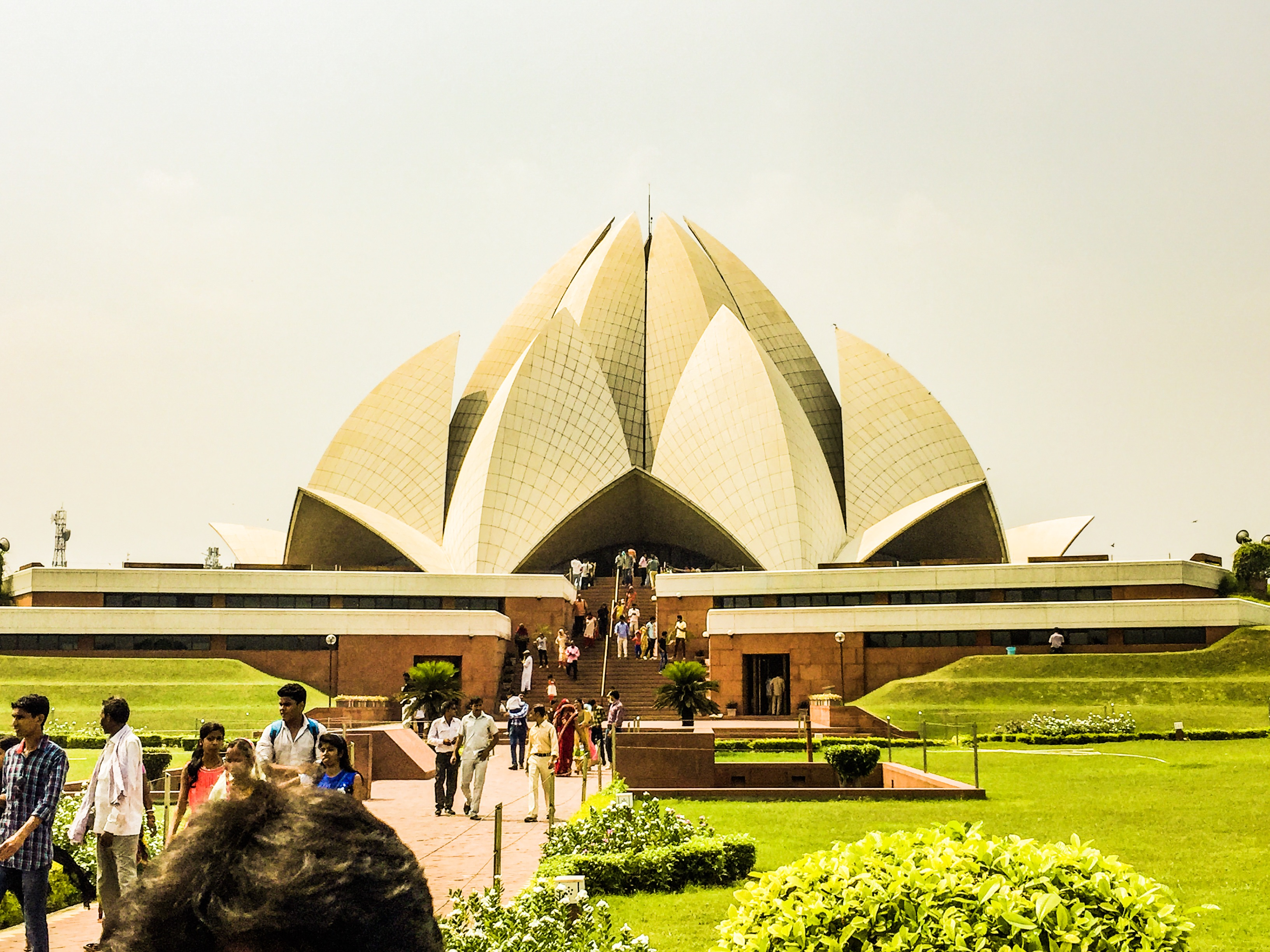
Lotosový chrám v Dillí
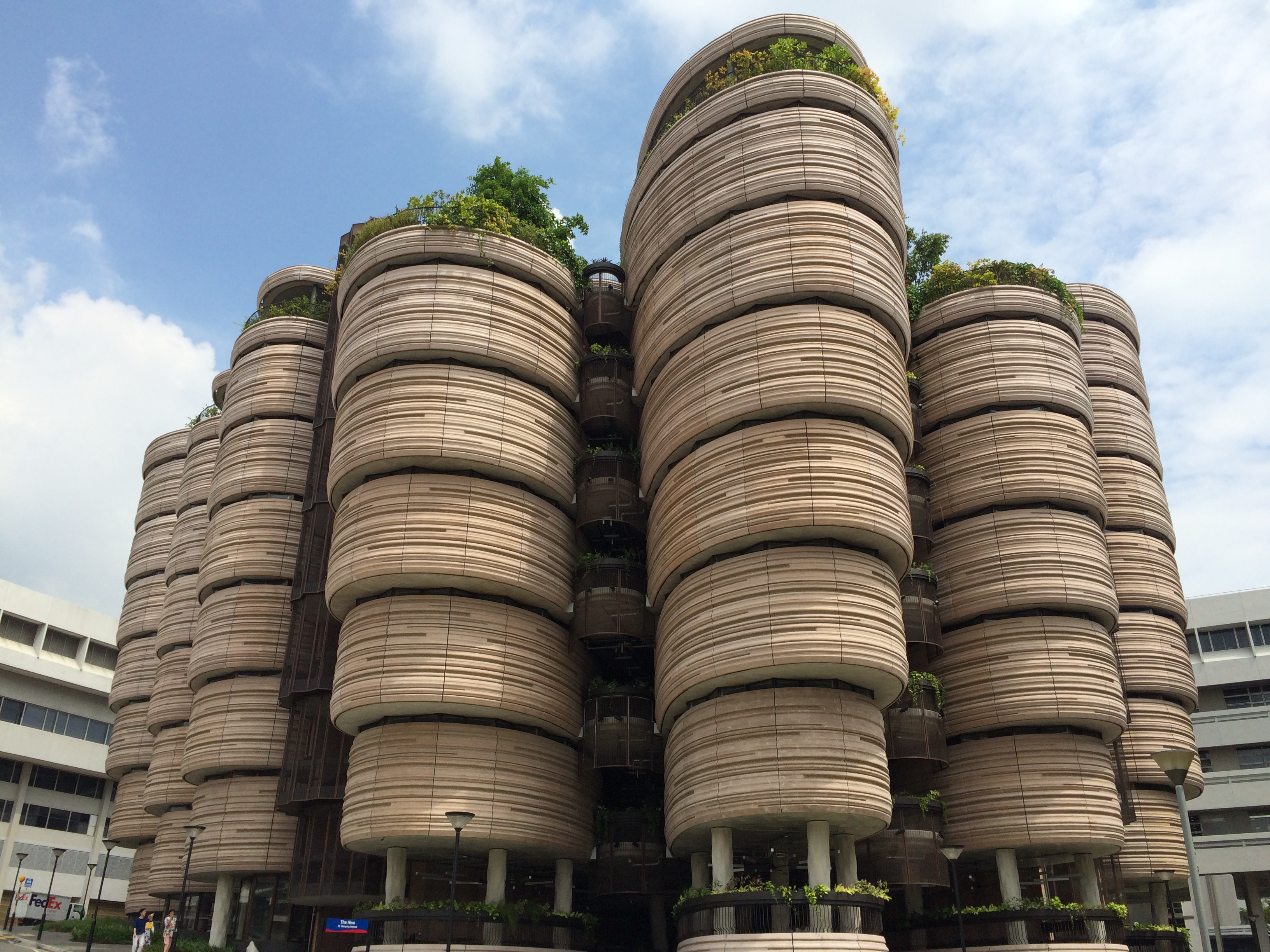
Nanyang Technological University